# Torre dello Standardo
Torre dello Standardo (malt. it-Torri tal-Istandard) – wieża w Mdinie na Malcie, będąca częścią fortyfikacji miejskich. Została zbudowana przez Zakon św. Jana w 1725 roku na miejscu starszej wieży, a służyła ona do przesyłania sygnałów między Mdiną i innymi częściami Malty. Dziś wieża jest w dobrym stanie i mieści się w niej Centrum Informacji Turystycznej.

## Historia
Wieża Torre dello Standardo została zbudowana w 1725 roku, w czasie rządów Wielkiego Mistrza Antonio Manoela de Vilheny. Autorem projektu był francuski inżynier wojskowy Charles François de Montdion. Projekt obejmował nie tylko budowę wieży, ale również przebudowę w barokowym stylu wejścia do Мdiny. Wieża znajduje się w pobliżu Bramy Miejskiej, głównego wejścia do miasta, i została zbudowana na miejscu średniowiecznej wieży nazywanej Torre Mastra lub Torre de la Bandiera. Wieża Torre Mastra, jak i wiele innych średniowiecznych domów Mdiny, poniosła znaczne szkody w czasie trzęsienia ziemi na Sycylii w 1693. Tak Torre Mastra, jak i Torre dello Standardo służyły do tego samego celu - do przekazywania sygnałów z Mdiny do pozostałej części wyspy Malta.
W XIX wieku, kiedy pobliski Pałac Vilhena był używany przez armię brytyjską jako sanatorium, wieża służyła jako dom dla portiera i pozostałej służby sanatorium. W 1888 roku mieściło się tu Biuro Telegrafu. Wieża w końcu przekształcona została w posterunek policji, i służyła do tego celu do 2002 roku, kiedy policja przeniosła się na drugą stronę ulicy, do byłego budynku Maltacom.
Wieża, wraz z tylną częścią Bramy Miejskiej, została przedstawiona na banknocie o nominale 5 Lm, który był w obiegu w latach 1989 - 2007.
Dziś wieża jest w dobrym stanie i jest używana jako Centrum Informacji Turystycznej. Jest sklasyfikowana jako narodowy zabytek klasy 1, a także ujęta jest w National Inventory of the Cultural Property of the Maltese Islands pod nr. 1457 (wpis 28.06.2013).

## Budowa

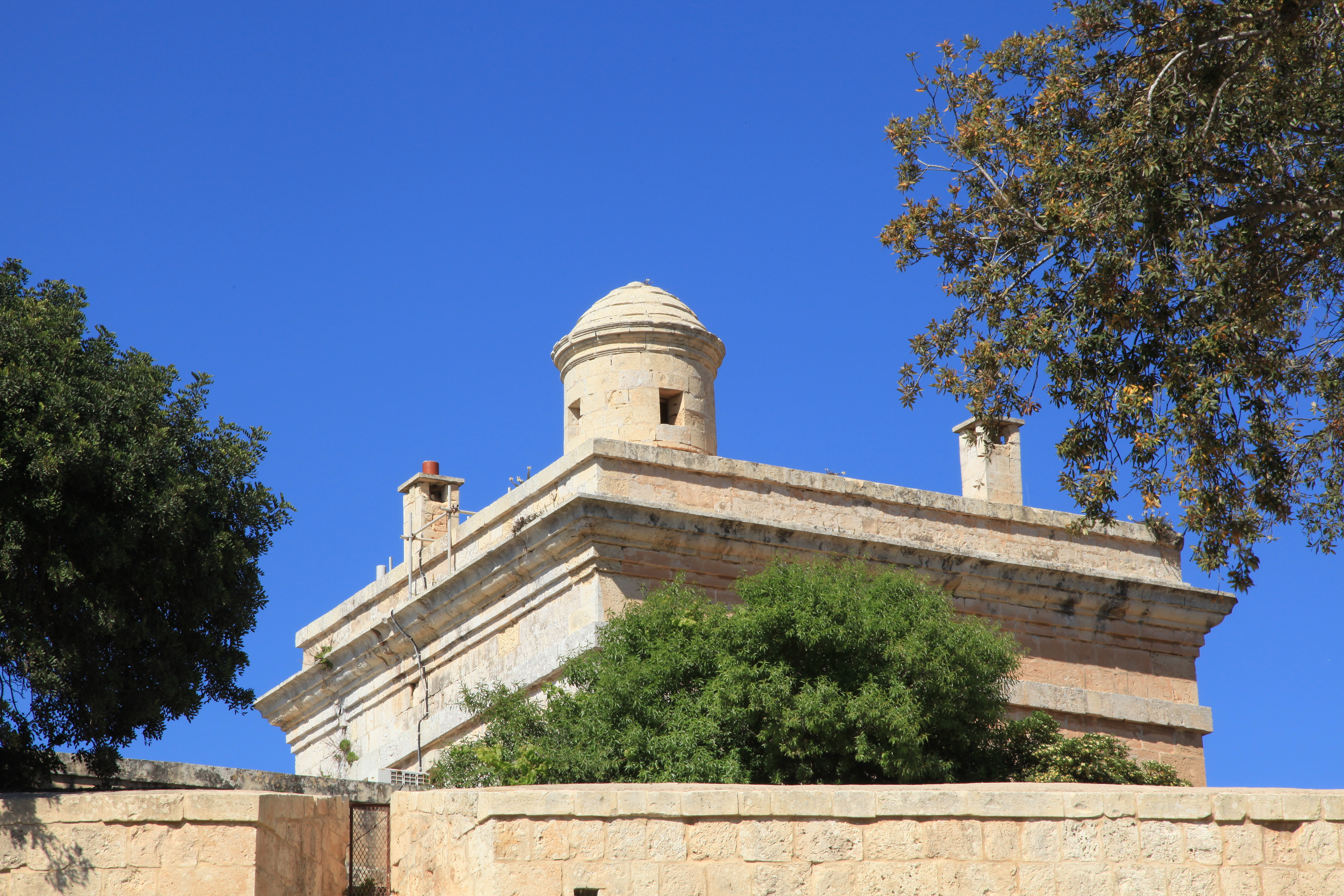
Cylindryczna klatka schodowa Torre dello Standardo, przykryta kopułą

Torre dello Standardo zaprojektowana jest podobnie, jak nadmorskie wieże strażnicze: wieże de Redina, które Zakon budował na Malcie w XVII wieku. Ma ten sam podstawowy układ, z dwoma kondygnacjami i ukośną podstawą. Jednak ta wieża ma delikatniejszą konstrukcję niż nadmorskie wieże, ma ozdobne barokowe elementy, takie jak gzymsy, a także tarcze, zawierających herby de Vilheny i miasta Mdina. Wieża ma cylindryczną klatkę schodową z kopułą, i jest ona podobna do znajdującej się w Pałacu Stagno. Podobna znajdowała się również w rozebranej Wieży Gourgion.